# Jurij Borodavko
Jurij Viktorovič Borodavko (in russo Юрий Викторович Бородавко?; 26 novembre 1960) è un allenatore di sci di fondo ed ex fondista russo. Durante la sua carriera agonistica gareggiò per la nazionale sovietica.

## Biografia

### Carriera sciistica
In Coppa del Mondo ottenne il primo risultato di rilievo il 12 febbraio 1983 a Sarajevo, subito conseguendo l'unico podio in carriera (3°). Non partecipò né a rassegne olimpiche né iridate.

### Carriera da allenatore
Tra il 2007 e il 2008 fu allenatore capo dei fondisti della nazionale russa.

## Palmarès

### Coppa del Mondo
- Miglior piazzamento in classifica generale: 38º nel 1983
- 1 podio (individuale[2]):
  - 1 terzo posto